# Município de Brookfield (condado de Noble, Ohio)
Localização do Ohio nos E.U.A.
O município de Brookfield (em inglês: Brookfield Township) é um local localizado no condado de Noble no estado estadounidense de Ohio. No ano 2010 tinha uma população de 99 habitantes e uma densidade populacional de 1,25 pessoas por km².

## Geografia
O município de Brookfield encontra-se localizado nas coordenadas 39° 47′ 18″ N, 81° 38′ 33″ O. Segundo o Departamento do Censo dos Estados Unidos, o município tem uma superfície total de 78.99 km², da qual 77,08 km² correspondem a terra firme e (2,42 %) 1,91 km² é água.

## Demografia
Segundo o censo de 2010, tinha 99 pessoas residindo no município de Brookfield. A densidade de população era de 1,25 hab./km².